# Eucephalacris bolivari
Eucephalacris bolivari är en insektsart som beskrevs av Mariño 1985. Eucephalacris bolivari ingår i släktet Eucephalacris och familjen gräshoppor. Inga underarter finns listade i Catalogue of Life.